# البنات (مسلسل)
يقدم المسلسل نماذج للفتاة المصرية التي تعشق أسرتها ومجتمعها فنجد الابنة الأولى "شاهندة"، متفوقة في مجال البحث العلمي وترفض الارتباط حتى تحصل على الدكتوراه والثانية "هناء" فتاة طموحة تقف بجوار من تحبه حتى يصبح من كبار رجال الأعمال والثالثة "سهير"، على الرغم من جمالها إلا أنها حريصة على التفوق وبعد تخرجها تعمل في المحافظة وتقاوم الفساد أما الرابعة "منة"، فهي مدللة وتتزوج من ثري لكنها عندما يصاب زوجها في حادث تقف بجواره حتى يجتاز محنته.

## الممثلون
| - منة شلبي: منة البوسي كات الإبنة الرابعة - داليا البحيري: سهير الإبنة الثالثة - داليا مصطفي: شاهندا الأبنة الكبرى - دنيا عبد العزيز: هناء الأبنة الثانية - هشام سليم: حسين زوج هناء - خالد أبو النجا: سيف زوج منة - عمر الحريري: الأب حسن هلال - سميرة عبد العزيز: الأم - حسن كامي: والد سيف | - محمود عبد المغني: نبيل زوج سهير - محمد رجب: جمال - أمل صبري: - رامي سمير وحيد: علي أخو سيف - عزة سعيد: فكرية زميل شاهندا - شريف سلامة: الشهيد خالد خطيب شاهندا - ديانا خليفة: صديقة سهير بالدراسة - أمل عبد المجيد - وائل شاهين: هشام | - أحمد رفعت: زوج شاهندا الفلسطيني - محمود قابيل: - هياتم: - غادة إبراهيم: صديقة نبيل - سيف عبد الرحمن: - طلعت زكريا: - د.سمير الملا:طبيب سيف - سيد صادق: | - هبة عبد الحكيم - هالة الزيني: سهام ابن خالة البنات - ميسون: صديقة سهير - محمد كريم: د. رؤوف زميل شاهندا - نشوي حجاج: - ليلى جمال: والدة نبيل - جلال عبد القادر - أحمد السلكاوي: عماد أخو صديقة سهير |

بالإضافة إلى: - محمد القصبى - محمد محمود - مروة الخطيب - أنور عبد المنعم - إبراهيم أبو العطا - حمدي شرف الدين - عبد الرحمن حامد - يوسف العسال - عبد السلام الدهشان - روزانا

## فريق العمل
| - مهندس الديكور: نهاد بهجت - مونتاج فيديو:البعثي متولي - علاء عبد الحكيم - التصوير والمونتاج بمعامل :MKIN - المكساج: محمود السباعي - تصميم وتنفيذ المقدمة والنهاية: ستوديوهات مكين - مونتاج: محمد عزب - منفذا الإنتاج:بكر محمود - مصطفي طاهر | - المخرج المساعد: صابر غانم - المخرج المنفذ: ماهر شفيق - مدير التصوير: خيري المحلاوي - إسماعيل عبد الحافظ - سامي ذكري - مدير الإضاءة: عمرو إبراهيم - توزيع قطاع الشئون المالية والاقتصادية - اتحاد الإذاعة والتليفزيون - ج.م.ع - الموسيقي التصويرية: هاني مهني - المنتج المشارك محسن علم الدين | - رئيس إنتاج الفيديو: أمال مراد - المنتج الفني: فرج أبو الفرح - إنتاج قطاع الإنتاج: اتحاد الإذاعة والتليفزيون - مدير الأنتاج: جلال عيد - مساعدو الإنتاج:أحمد إبراهيم -أحمد مؤمن - فاطمة صلاح الدين - مساعدو الإخراج: حسان دهشان - عمرو ياسين - إخراج: أحمد يحيي |